# 丛生刺头菊
丛生刺头菊（学名：Cousinia caespitosa）为菊科刺头菊属的植物。分布在俄罗斯以及中国大陆的新疆等地，生长于海拔3,200米的地区，一般生于山坡，目前尚未由人工引种栽培。